# Hans Albrecht Bethe
Hans Albrecht Bethe (født 2. juli 1906, død 6. marts 2005) var en tyskfødt, amerikansk fysiker, som arbejdede indenfor kvantefysik. I 1943 bad J. Robert Oppenheimer ham om at lede Theoretical Division ved Los Alamos-instituttet i forbindelse med Manhattan-projektet. Hans Albrecht Bethe modtog Nobelprisen i fysik i 1967.